# Creugas falculus
Creugas falculus är en spindelart som först beskrevs av F. O. Pickard-Cambridge 1899.  Creugas falculus ingår i släktet Creugas och familjen flinkspindlar. Inga underarter finns listade i Catalogue of Life.